# 鄭小同
鄭小同（193年?—258年以後），字子真，北海高密人（今山东省高密市），三國時代魏國人。郑益（字益恩）之子，東漢經學家鄭玄之孫。因被司馬昭質疑偷看公文，被賜死。

## 生平
其父鄭益曾被北海郡太守孔融舉為孝廉，後來黃巾軍管亥圍城時赴難死，鄭小同成為遺腹子。後來鄭玄由於其手紋與己相似，郑玄生于丁卯年而其子生于丁卯日，取名為小同。
鄭小同任魏皇帝曹髦侍中時，曾與司空鄭沖同時教導曹髦《尚書》。
鄭小同有一次去拜見司马昭，司馬昭有機密奏摺忘了裝入信封，去上廁所後，懷疑自己的秘摺被鄭小同偷看，於是問鄭小同有沒有偷看，雖然鄭小同否認，司馬昭還是強迫他飲鴆酒。
蘇東坡說，據說是司馬師懷疑鄭小同偷看公文，纔賜他鴆酒，殺鄭的時候，還說「寧可我辜負你，也不要讓你辜負我」，但蘇東坡也說這說法存疑，也有人認為是司馬昭才對。

## 著作
- 《鄭志》十一卷（《隋書 · 經籍志》載，已失傳）。[10]今有輯本。[11]
- 《梁有禮義》四卷（《隋書 · 經籍志》載，已失傳）
- 《禮記義記》四卷（《新唐書》、《舊唐書》俱列，疑與上同）